# Fermín Estrella Gutiérrez
Fermín Estrella Gutiérrez (Almería, 28 ottobre 1900 – Buenos Aires, 18 febbraio 1990) è stato uno scrittore e poeta spagnolo residente in Argentina.

## Opere

### Versi
- El cántaro de plata (1924)
- Canciones de la tarde (1925)
- La ofrenda (1925)
- Los caminos del mundo (1929)
- La niña de la rosa (1931)
- Destierro (1935)
- La llama (1941)
- Nocturno (1943)
- Sonetos a la soledad del hombr (1949), Primo Premio Nazionale di Poesia
- Antología poética (1963)
- Sonetos del cielo y de la tierra (1967)
- Los altos años (2004)

### Prosa
- Desamparados (1926)
- La revoltosa (1928)
- El ladrón y la selva (1930)
- Trópico  (1937)
- Memorias de un estanciero y otros cuentos (1949)
- Recuerdos de la vida literaria (1966)
- Panorama sintético de la literatura argentina (1938)
- San Martín: Páginas escogidas sobre el Héroe (1950)
- Arturo Capdevila (1962)
- Geografía espiritual de Buenos Aires

### Altre opere
- El ídolo y otros cuentos (1928)
- Un film europeo (1930)
- El río (1933)
- Una mujer
- El libro de las horas (1972)
- Viaje a Venezuela (1979)
- La poesía brasileña (1936)